# دوباره خانه
دوباره خانه (انگلیسی: Home Again) یک فیلم آمریکایی در سبک کمدی رمانتیک است که در ۲۹ اوت ۲۰۱۷، با نویسندگی و کارگردانی هالی مایرز-شایر به عنوان اولین کارگردانی ساخته شد . از بازیگران آن می‌توان به ریس ویترسپون، جان رودنیتسکی، لیک بل، نات وولف، مایکل شین و کندیس برگن اشاره کرد. این فیلم در تاریخ ۸ سپتامبر سال ۲۰۱۷ توسط اوپن رود فیلمز منتشر شد.
موضوع فیلم داستان یک مادر تنهای ۴۰ ساله است که به سه فیلمساز مشتاق جوان اجازه می‌دهد با او در خانه‌اش در لس آنجلس زندگی کنند.

## داستان
«آلیس کینی» دختر یک کارگردان فیلم به‌نام «جان کینی» است که در دوران زندگی‌اش چندین فیلم شخصی و برجسته ساخت، اما چند سال پیش درگذشت. آلیس در آستانهٔ چهل‌سالگی، از همسرش «آستن» جدا شده و او همچنان در نیویورک به‌عنوان تهیه‌کنندهٔ موسیقی مشغول کار است. آلیس همراه با دخترانش «ایزابل» و «روزی» به خانهٔ پدرش در لس‌آنجلس بازگشته تا به مادرش «لیلیان» نزدیک‌تر باشد. در کنار این تغییرات، او در تلاش است تا کسب‌وکار طراحی داخلی خود را راه‌اندازی کند.
شبی که آلیس با دوستانش برای نوشیدنی بیرون رفته، با سه فیلم‌ساز جوان به نام‌های «هری»، «جورج» و «تدی» آشنا می‌شود که برای ارائهٔ طرح خود به تهیه‌کنندگان بالقوه به لس‌آنجلس آمده‌اند؛ چراکه فیلم کوتاه آن‌ها در یک جشنواره، تحسین زیادی برانگیخته بود. با وجود آن‌که آن‌ها در اواخر دههٔ بیست زندگی خود هستند، رابطهٔ دوستانه‌ای با آلیس و دوستانش برقرار می‌کنند. آلیس نزدیک است با هری رابطه برقرار کند، اما او از شدت مستی بی‌هوش می‌شود. صبح روز بعد، جورج به اتاقی از خانه می‌رود که پر از فیلمنامه‌ها و جوایز قدیمی جان کینی است و تازه متوجه پیشینهٔ خانوادگی آلیس می‌شود. در همین حین، لیلیان و ایزابل و روزی از گردش شبانه‌شان با مادربزرگ بازمی‌گردند. آلیس بچه‌ها را به مدرسه می‌برد و لیلیان از پسرها با صبحانه پذیرایی می‌کند. او آن‌قدر تحت تأثیر تحسین‌های آن‌ها از آثار جان قرار می‌گیرد که پیشنهاد می‌دهد تا زمان ارائهٔ طرح‌شان در خانهٔ مهمان ساکن شوند.
با اقامت آن سه در خانه، هر کدام به بخشی از زندگی روزمرهٔ آلیس تبدیل می‌شوند. رابطه‌ای عاطفی میان آلیس و هری شکل می‌گیرد و تدی به او کمک می‌کند وب‌سایت کسب‌وکارش را راه‌اندازی کند. جورج، ایزابل را تشویق می‌کند در مسابقهٔ فیلمنامه‌نویسی مدرسه شرکت کند و به او کمک می‌کند بر اضطراب‌هایش در نوشتن غلبه کند. آن‌ها با کارگردانی به نام «جاستین میلر» ملاقات می‌کنند که با وجود پیشینه‌اش در ساخت فیلم‌های ترسناک، به پروژهٔ آن‌ها علاقه‌مند است. رابطهٔ آلیس و هری جدی‌تر می‌شود و او را به شامی با دوستانش دعوت می‌کند. اما هری جلسه‌ای با میلر دارد که طولانی می‌شود و باعث می‌شود آلیس صبح روز بعد، رابطهٔ رمانتیک میان‌شان را قطع کند.
آلیس که از رفتار اولین مشتری‌اش ناراحت است—چرا که او را بیشتر یک کارگر ساده دیده تا طراح داخلی—بیش‌تر دلسرد می‌شود. ناگهان آستن به لس‌آنجلس می‌رسد و اظهار ناراحتی می‌کند از اینکه سه مرد غریبه در خانهٔ خانواده‌اش زندگی می‌کنند. زمانی‌که هری درمی‌یابد جورج و تدی پروژه‌هایی جداگانه دنبال می‌کنند، احساس می‌کند به او اعتماد ندارند و خانه را ترک می‌کند. تنفر تدی از کنترل‌های پنهانی آستن به درگیری منجر می‌شود، درست زمانی‌که آلیس از مدرسه با بچه‌ها برمی‌گردد. آلیس هرچند موافقت می‌کند که شاید وقت رفتن مهمان‌ها رسیده باشد، اما به آستن می‌گوید که می‌خواهد رسماً طلاق بگیرد. جورج و تدی با هری آشتی می‌کنند و در آپارتمان جدیدی ساکن می‌شوند. هری نیز تصمیم آن دو برای دنبال‌کردن فرصت‌های جداگانه را می‌پذیرد.
یک هفته بعد، آلیس به آپارتمان جدید پسرها می‌رود تا از آن‌ها بابت اتفاقات گذشته عذرخواهی کند و به آن‌ها اطمینان دهد که همچنان می‌خواهد آن‌ها بخشی از خانواده‌اش باشند. هری نیز عذرخواهی می‌کند و به او می‌گوید که لیاقتش بیش از اوست. در روز اجرای نمایش مدرسه‌ای ایزابل، سه مرد جلسه‌ای با یک سرمایه‌گذار بالقوه دارند. اما وقتی جلسه بیش‌ازحد طول می‌کشد و مشتری پیشنهاداتی می‌دهد که با دیدگاه هنری آن‌ها سازگار نیست، هری جلسه را نیمه‌کاره رها می‌کند تا به موقع به اجرا برسند. حضور جورج در پشت صحنه باعث آرامش ایزابل می‌شود و همچنین به نظر می‌رسد که با معلمش نیز رابطه‌ای صمیمی آغاز می‌شود.
آن شب، این «خانوادهٔ عجیب» گرد هم می‌آیند تا موفقیت ایزابل را جشن بگیرند. دختر کوچک‌تر، روزی، به بازیگری که نقش پدرش را در نمایش اجرا کرده، اشاره می‌کند. همه با تعجب به او نگاه می‌کنند. او شانه‌ای بالا می‌اندازد و می‌پرسد: «چی شده؟ مگه نمایش دربارهٔ ما نبود؟!»